# Mormântul scriitorului Garabet Ibrăileanu
Mormântul scriitorului Garabet Ibrăileanu este un monument istoric aflat pe teritoriul municipiului Iași.